# Crane-Gletscher
Der Crane-Gletscher ist ein schmaler und 48 km langer Gletscher, der im Osten des Grahamlands auf der Antarktischen Halbinsel in ostnordöstlicher Richtung durch einen tiefen Talkessel zum Exasperation Inlet fließt. Sein Entdecker, der australische Polarforscher Hubert Wilkins, hielt ihn bei der Sichtung 1928 für einen Kanal, der die Antarktische Halbinsel von Osten nach Westen durchschneidet.
Teilnehmer der British Graham Land Expedition (1934–1937) unter der Leitung des australischen Polarforschers John Rymill identifizierten ihn dagegen als fjordartigen Einlass. Vergleiche der von Wilkins angefertigten Luftaufnahmen mit denjenigen des Falkland Islands Dependencies Survey aus dem Jahr 1947 zeigten, dass es sich hierbei um den hier beschriebenen Gletscher handeln muss, wenngleich die von Wilkins angegebene Position etwa 120 km weiter nordöstlich liegt. Namensgeber ist der US-amerikanische Wohlfahrtspfleger und Antidrogenaktivist Charles Kittredge Crane (1881–1932).